# 沙霍韋 (盧甘斯克州)
49°48′17″N 38°29′3″E / 49.80472°N 38.48417°E
沙霍韋（烏克蘭語：Шахове）是位於烏克蘭東部的村莊，由盧甘斯克州斯瓦托韋區的洛茲諾-亞歷山德里夫卡市鎮負責管轄。該村面積15.9平方公里，海拔高度183米，2001年人口74，人口密度每平方公里4.7人。